# Корниенко, Александр Николаевич
Алекса́ндр Никола́евич Корние́нко (род. 5 февраля 1938, Коломна) — специалист в области истории науки и техники, сварочного производства, музееведения, патентоведения. Кандидат технических наук (1970), доктор исторических наук (2009).

## Биография
Родился 5 февраля 1938 года в г. Коломна, Московской обл.
Закончил: Киевский судостроительный техникум с отличием (судокорпусостроение) (в 1956 г.), Киевский политехнический институт (КПИ) с отличием (инженер-механик) (в 1961 г.), аспирантуру Академии наук УССР (в 1968 г.), Московский институт патентоведения (в 1976 г.).
В 1961—1963 гг. — научный сотрудник лаборатории магнитного управления электрическими процессами Киевского политехнического института. С 1963 г. работает в Институте электросварки им. Е. О. Патона (ИЭС) Национальной академии наук Украины (НАНУ) — научный сотрудник, старший инженер, старший научный сотрудник; в 1981—1986 годах — зав. отделом научно-технической информации; в 1987—1998 гг. — зав. лабораторией историко-ретроспективного анализа, с 1999 г. — ведущий научный сотрудник отдела магнитной гидродинамики ИЭС. 
Вместе с тем работал по совместительству: в 1982—1992 гг. — декан факультета истории науки и техники Киевского народного университета научно-технического прогресса; в 1986—1990 гг. — директор Инженерно-производственного центра «Транссвар» Министерства путей сообщения СССР; 1996—2005 гг. — старший научный сотрудник Центра памятниковедения НАНУ (Киев); с 1982 г. — член Головной рады Украинского общества охраны памятников истории и культуры; с 2001 г. вице-президент Ассоциации работников музеев технического профиля Украины и пр.
Научные исследования в области физики дуги, процессов плазменной сварки; технологий управления и контроля качества сварочных процессов; конструирование плазмотронов и аппаратов для автоматической сварки; методологии истории науки и техники; музееведения; научно-технической терминологии; материаловедения и пр. Разработал технологию плазменной сварки алюминиевых сплавов, которая внедрена в судостроение, энергетику, ракетостроение, оборонную промышленность, приборостроение и другие отрасли. 
Изучает всемирную историю науки и техники, вклад отечественных ученых и изобретателей в научно-технический прогресс в мировом контексте, вклад исламских учёных в возникновение современного этапа науки и техники и др. Был научным консультантом редакций «Советская энциклопедия» (Москва) (1982—1991 гг.), «Украинская советская энциклопедия» (1976—1987), с 2000 г. — является научным редактором «Енциклопедії сучасної України», редактор и ответственный секретарь ряда сборников трудов ученых и изобретателей, трудов научных конференций, терминологических стандартов Украины и пр. 
По его инициативе и при непосредственном участии: созданы экспозиции в ряде музеев; мемориалы (музеи и памятники) выдающихся изобретателей Н. Н. Бенардосу (г. Фастов и Переяслав Киевской обл., пгт. Лух Ивановской обл.), Н. Г. Славянову (г. Пермь); основаны международные научные конференции «Бенардосовские чтения», «Славяновские чтения», «Конструктора Украины» и др.; выпущены знаки почтовой оплаты СССР и Украины к юбилеям учёных и изобретателей. Автор 70 изобретений, более 300 научных трудов, научно-популярных статей и книг, литературных сценариев научных и научно-популярных фильмов.
За разработку и внедрение плазменной сварки цветных металлов награждён серебряной медалью ВДНХ СССР; за внедрение новых технологий сварки и наплавки при ремонте подвижного состава железных дорог присвоено звание «Почётный железнодорожник СССР»; отмечен медалями СССР и грамотами.